# Stanisławów (Basse-Silésie)
Pour les articles homonymes, voir Stanisławów.
Stanisławów est une localité polonaise de la gmina de Męcinka, située dans le powiat de Jawor en voïvodie de Basse-Silésie.